# Wil van Beveren
Wil van Beveren (eigentlich Wijnand van Beveren; * 28. Dezember 1911 in Haarlem; † 5. Oktober 2003 in Emmen) war ein niederländischer Leichtathlet und Sportjournalist.
Van Beveren gehörte in den 1930er Jahren zu den stärksten Sprintern der Niederlande. Den größten Erfolg seiner Karriere feierte er 1936 bei den Olympischen Spielen in Berlin, wo er über 200 m Sechster wurde. Über 100 m erreichte er das Halbfinale, und in der 4-mal-100-Meter-Staffel wurde er im Finale mit der niederländischen Mannschaft disqualifiziert.
Bei den Leichtathletik-Europameisterschaften 1938 in Paris wurde er Vierter über 100 m. Im Finale der 4-mal-100-Meter-Staffel erreichte er mit der niederländischen Mannschaft nicht das Ziel.
Nach Beendigung seiner aktiven Laufbahn wurde er Sportjournalist. Zunächst schrieb er für Sport & Sportwereld und ab 1958 für den Emmer Courant.
Zwei seiner Söhne wurden bekannte Fußballspieler. Dem jüngeren, Torhüter Jan van Beveren, gelang der Sprung in die niederländische Fußballnationalmannschaft.

## Persönliche Bestzeiten
- 100 m: 10,4 s, 3. September 1938, Colombes
- 200 m: 21,4 s, 4. August 1936, Berlin